# Chignik

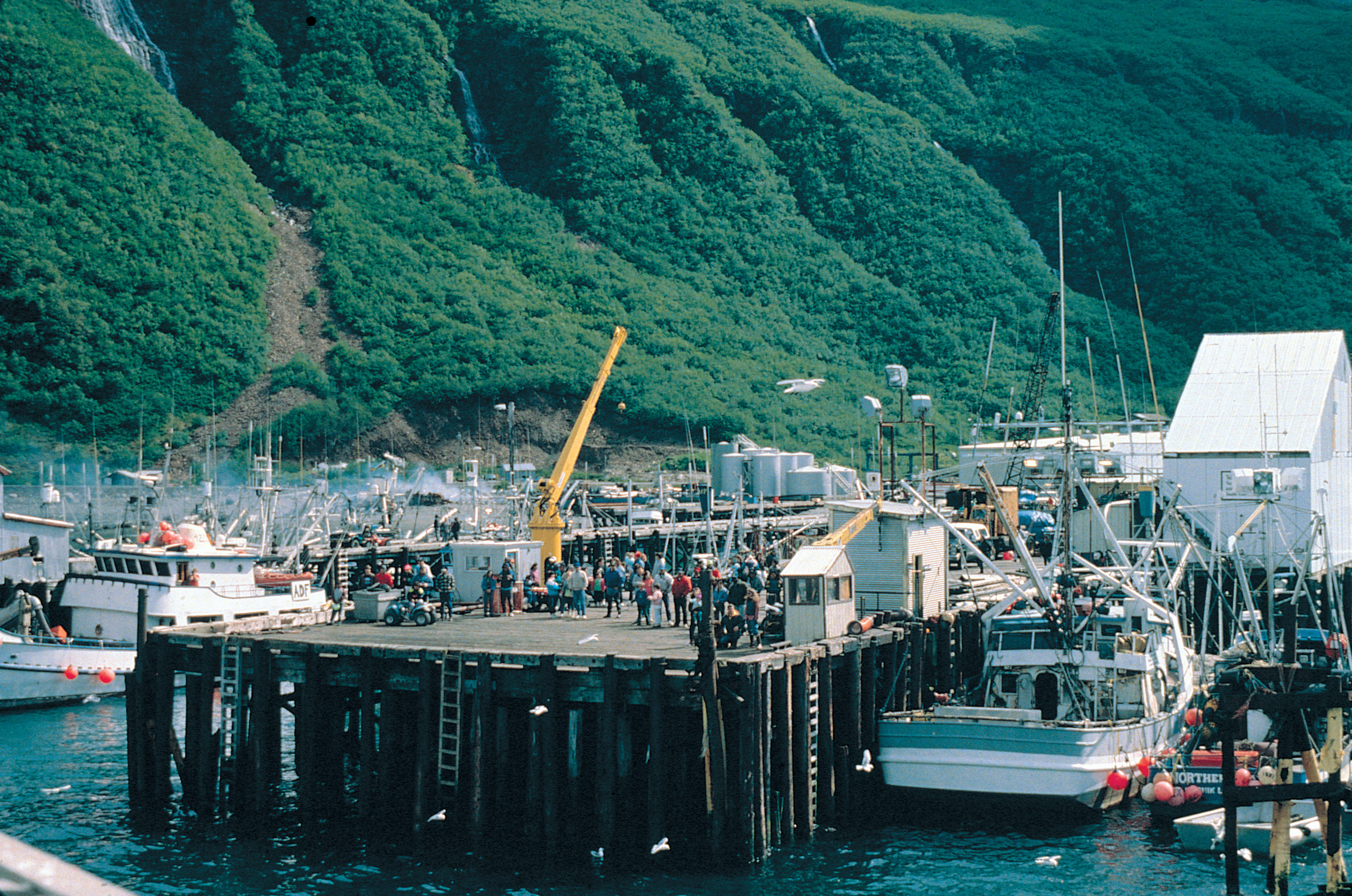
Inwoners van Chignik wachten op de ferry

Chignik is een plaats (city) in de Amerikaanse staat Alaska, en valt bestuurlijk gezien onder Lake and Peninsula Borough.

## Demografie
Bij de volkstelling in 2000 werd het aantal inwoners vastgesteld op 79.
In 2006 is het aantal inwoners door het United States Census Bureau geschat op 66, een daling van 13 (-16,5%).

## Geografie
Volgens het United States Census Bureau beslaat de plaats een oppervlakte van
41,1 km², waarvan 30,3 km² land en 10,8 km² water.

## Plaatsen in de nabije omgeving
De onderstaande figuur toont nabijgelegen plaatsen in een straal van 80 km rond Chignik.